# LFF Supertaurė
La Supercoppa di Lituania (lit. LFF Supertaurė) è una competizione annuale lituana in cui si affrontano in un'unica gara i vincitori della A Lyga, la massima serie del campionato lituano di calcio, e i detentori della Coppa di Lituania.

## Albo d'oro
| Anno | Vincitore       | Risultato             | Finalista       | Città         |
| ---- | --------------- | --------------------- | --------------- | ------------- |
| 1995 | Inkaras-Grifas  | [ 1 ]                 |                 |               |
| 1996 | Kareda Šiauliai | 2 - 1                 | Inkaras-Grifas  | Marijampolė   |
| 1997 | non disputata   | non disputata         | non disputata   | non disputata |
| 1998 | Ekranas         | 3 - 0                 | Kareda Šiauliai | Kėdainiai     |
| 1999 | non disputata   | non disputata         | non disputata   | non disputata |
| 2000 | non disputata   | non disputata         | non disputata   | non disputata |
| 2001 | non disputata   | non disputata         | non disputata   | non disputata |
| 2002 | FBK Kaunas      | [ 1 ]                 |                 |               |
| 2003 | Žalgiris        | 2 - 1                 | FBK Kaunas      | Šiauliai      |
| 2004 | FBK Kaunas      | [ 1 ]                 |                 |               |
| 2005 | non disputata   | non disputata         | non disputata   | non disputata |
| 2006 | Ekranas         | 2 - 1                 | FBK Kaunas      | Palanga       |
| 2007 | FBK Kaunas      | 1 - 0                 | Sūduva          | Marijampolė   |
| 2008 | non disputata   | non disputata         | non disputata   | non disputata |
| 2009 | Sūduva          | 0 - 0 (dts) (2-1 dtr) | Ekranas         | Šiauliai      |
| 2010 | Ekranas         | [ 1 ]                 |                 |               |
| 2011 | Ekranas         | [ 1 ]                 |                 |               |
| 2012 | non disputata   | non disputata         | non disputata   | non disputata |
| 2013 | Žalgiris        | 1 - 0                 | Ekranas         | Marijampolė   |
| 2014 | Žalgiris        | [ 1 ]                 |                 |               |
| 2015 | Žalgiris        | [ 1 ]                 |                 |               |
| 2016 | Žalgiris        | 4 - 1 (dts)           | Trakai          | Vilnius       |
| 2017 | Žalgiris        | 1 - 0                 | Trakai          | Vilnius       |
| 2018 | Sūduva          | 5 - 0                 | Stumbras        | Marijampolė   |
| 2019 | Sūduva          | 2 - 0                 | Žalgiris        | Marijampolė   |
| 2020 | Žalgiris        | 1 - 0                 | Sūduva          | Vilnius       |
| 2021 | Panevėžys       | 2 - 2 (dts) (3-2 dtr) | Žalgiris        | Vilnius       |
| 2022 | Sūduva          | 0 - 0 (dts) (3-2 dtr) | Žalgiris        | Vilnius       |

## Vittorie per squadra
| Club            | Vittorie | Sconfitte | Anni vittorie                            | Anni sconfitte   |
| --------------- | -------- | --------- | ---------------------------------------- | ---------------- |
| Žalgiris        | 7        | 3         | 2003, 2013, 2014, 2015, 2016, 2017, 2020 | 2019, 2021, 2022 |
| Ekranas         | 4        | 2         | 1998, 2006, 2010, 2011                   | 2009, 2012       |
| Sūduva          | 4        | 2         | 2009, 2018, 2019, 2022                   | 2007, 2020       |
| FBK Kaunas      | 3        | 2         | 2002, 2004, 2007                         | 2003, 2006       |
| Kareda Šiauliai | 1        | 1         | 1996                                     | 1998             |
| Inkaras-Grifas  | 1        | 1         | 1995                                     | 1996             |
| Panevėžys       | 1        | -         | 2021                                     |                  |
| Trakai          | -        | 2         |                                          | 2016, 2017       |
| Stumbras        | -        | 1         |                                          | 2018             |